# 岩村卯一郎
岩村 卯一郎（いわむら ういちろう、1927年9月8日 - 2004年8月28日）は、日本の政治家。衆議院議員（1期）。新潟県議会議員（6期）。新潟県議会議長。長男は、新潟県議会議員の岩村良一。

## 経歴
新潟県北蒲原郡(現在の新発田市)出身で、新発田中学校を経て17歳の時に予科練に志願。1953年、法政大学法学部卒業。渡邊良夫衆議院議員の秘書を務め、第2次岸内閣で厚生大臣に任命されたときは、大臣秘書官を務めた。
1967年から新潟県議会議員を6期務め、副議長と議長を各1年務めた。自民党新潟県連の幹事長だった1989年には、君健男が癌のため新潟県知事を辞職したのに伴って多数の同党県議から推されて知事選への立候補の意思を表明したが、後に金子清への候補者一本化に同意した。
1990年の第39回衆議院議員総選挙では旧・新潟2区で稲葉修と渡辺紘三が引退したことを受けて立候補した。自民党の公認候補は佐藤隆、稲葉大和、白沢三郎の3名となったものの、長年培った地元との結びつきなどを活かして稲葉、白沢らを破って当選。当選後に自民党から追加公認を受け、宮沢派に所属した。
1993年の第40回衆議院議員総選挙では落選し、陣営を支えた弟や市議ら計7人が公職選挙法違反（買収）で逮捕されている。
1996年の第41回衆議院議員総選挙では地盤とする新発田市や北蒲原郡、さらに豊栄市の自民党県議らから支持を受けて新潟3区から無所属で立候補し、社民党から推薦を得たが、稲葉大和に敗れて落選した。また、選挙後に豊栄市の選挙対策委員会や後援会の幹部らが公職選挙法違反で逮捕され、有罪判決が下されている。
2004年8月28日、肺炎のため、死去した。76歳没。死没日付をもって従五位に叙され、旭日小綬章を追贈された。